# Eptesicus guadeloupensis
Eptesicus guadeloupensis é uma espécie de morcego da família Vespertilionidae. É endêmica da ilha de Guadeloupe (Basse-Terre) nas Antilhas Menores.